# Мутондо
Мутондо (англ. Mutondo) — королевство народа Нкойя на территории Замбии. 

## История
Первым королём Мутондо был Лебупе, который правил страной с 1700 года. В XIX веке королевству Мутондо удалось сохранить свою независимость в борьбе с соседними королевствами Лози и Балози. В конце XIX века приняли протекторат Великобритании. Короли Мутондо продолжают править своим народом, с 2012 года у власти король Мутондо XIII.